# Cârtița cu pungă
Cârtițele cu pungă sau Cârtițele marsupiale sunt animale din ordinul Notoryctemorphia, familia Notoryctidae care fac parte din două specii:
- Notoryctes typhlops (Cârtița marsupială sudică sau cârtița marsupială mare)
- Notoryctes caurinus (Cârtița marsupială nordică sau cârtița marsupială mică)

Cârtița cu pungă este o specie de cârtiță pe cale de dispariție, cu o răspândire redusă, ea trăind doar în zone restrânse din Australia. Atinge o lungime de 11–18 cm , la care se adaugă coada, ce măsoară între 2 și 2,5 cm.
Cârtița cu pungă sapă tuneluri la o adâncime de până la 2,5 m în deșerturi nisipoase, pășuni cu solul afânat și regiuni cu tufișuri. Aceasta „înoată” prin nisipul ușor, care se prăbușește în urmă, nelăsând niciun tunel permanent. Nisipul și solul sunt sondate cu pernița cornoasă a nasului, excavate lateral cu membrele anterioare și împinse în sus și înapoi cu cele 3 gheare mari de la fiecare membru posterior. Hrana este alcătuită din ciuperci și tuberculi, precum și din pradă animală, care este mâncată ori de câte ori este întâlnită. Ea se hrănește cu viermi, larve, miriapode și chiar cu mici șopârle. Folosindu-se de miros și de pipăit, cârtița urmărește micile tuneluri făcute de eventuala pradă, pentru a-și prinde victimele. Poate căuta hrană la suprafață dupa ploaie. Blana mătăsoasă, de la alb-gălbui la cafeniu deschis, este lucioasă de la frecarea din timpul săpatului, și poate fi pătată cu un roșu închis de mineralele feroase din sol. Marsupiul femelei, în care poartă 1-2 pui, se deschide posterior, pentru a nu se umple cu sol.